# Francis Wolle
Francis Wolle, né à Jacobsburg (Pennsylvanie) le 17 décembre 1817 et mort à Bethlehem (Pennsylvanie) en 1893, est un pasteur américain des Frères Moraves, inventeur et phycologue.

## Œuvres
- Desmids of the United States and list of American Pediastrums, 1884
- Fresh-Water Algae of the United States (exclusive of the Diaomaceae) : complemental to Desmids of the United States, 1887
- Diatomacea of North America, 1890